# Арский уезд
А́рский уе́зд — административно-территориальная единица в составе Казанского наместничества, существовавшая в 1781—1796 годах. Уездный город — Арск.
Уезд был образован в 1781 году в составе вновь образованного Казанского наместничества.
В 1796 году уезд был упразднён, большая часть его территории вошла в состав Казанского уезда.